# Oberharmersbach
Oberharmersbach là một thị xã ở huyện Ortenau trong bang Baden-Württemberg nước Đức. Đô thị Oberharmersbach có diện tích 40.92 km².